# Le Brave Soldat Chvéïk (film, 1955)
Pour les articles homonymes, voir Le Brave Soldat Chvéïk (homonymie).
Pour plus de détails, voir Fiche technique et Distribution.
Le Brave Soldat Chvéïk (Dobrý voják Svejk) est un long métrage d'animation tchèque réalisé par Jiří Trnka. Il s'agit d'une adaptation du roman Les Aventures du brave soldat Švejk de Jaroslav Hašek. Il comporte trois volets, sortis entre 1954 et 1955.

## Synopsis
- Z Hatvanu do Haliče : Comme les deux autres, ce premier épisode se situe pendant la Première Guerre mondiale. Dans une petite gare entre Hatvan et Halič, le soldat Chvéïk, soupçonné par son supérieur d'avoir bu du cognac — ce qui est formellement interdit —, invente une histoire à dormir debout pour se tirer d'affaire.
- Švejkovy nehody ve vlaku : Le soldat Chvéïk accompagne un officier au front. Dans le train il déclenche par mégarde un arrêt d'urgence, ce qui lui vaut quelques ennuis.
- Švejkova budějovická anabase : Le soldat Chvéik ne retrouve pas son bataillon. Un espion russe lui fait subir un interrogatoire et un policier doit l'escorter jusqu'à la ville. Mais celui-ci étant ivre-mort, c'est finalement Chvéïk qui le ramène au poste de police.

## Commentaires
D'après Les Aventures du brave soldat Švejk, roman satirique inachevé de son compatriote, l'écrivain Jaroslav Hašek, et publié entre 1921 à 1923.

## Fiche technique
- Titre : Le Brave Soldat Chvéïk
- Titre original : Dobrý voják Svejk
- Réalisation : Jiří Trnka
- Scénario : Jiří Trnka et Jan Werich d'après le roman de Jaroslav Hasek
- Musique : Václav Trojan
- Production : Loutkový film Praha
- Pays d'origine : Tchécoslovaquie
- Technique : marionnettes
- Genre : film d'animation
- Couleur :
- Format : 35 mm
- Durée : 77 minutes au total pour les trois épisodes
- Date de sortie : 1954–1955

## Distribution
- Narrateur : Jan Werich

## Distinctions
- 1955 : Prix du Meilleur film de marionnettes au Festival de Karlovy Vary
- 1955 : Léopard d'or au Festival de Locarno
- 1956 : Grand prix au Festival des films documentaires et expérimentaux de Montevideo (Uruguay).